# Michel Stievenard
Michel Stievenard (ur. 21 września 1937 w Waziers) – piłkarz francuski grający na pozycji napastnika. W swojej karierze rozegrał 2 mecze w reprezentacji Francji.

## Kariera klubowa
Swoją karierę piłkarską Stievenard rozpoczął w klubie RC Lens. W sezonie 1954/1955 zadebiutował w jego barwach w pierwszej lidze francuskiej. W zespole Lens występował do końca sezonu 1960/1961. Z klubem tym dwukrotnie zwyciężył w Coupe Charles Drago w latach 1959 i 1960.
Latem 1961 roku Stievenard odszedł z Lens do Angers SCO. W sezonie 1967/1968 spadł z Angers do drugiej ligi, ale w 1969 roku wrócił z nim do pierwszej. Po tym sukcesie zakończył karierę piłkarską.
| Sezon   | Klub       | Kraj    | Rozgrywki  | Mecze | Bramki |
| ------- | ---------- | ------- | ---------- | ----- | ------ |
| 1954/55 | RC Lens    | Francja | Division 1 | 17    | 5      |
| 1955/56 | RC Lens    | Francja | Division 1 | 8     | 1      |
| 1956/57 | RC Lens    | Francja | Division 1 | 25    | 11     |
| 1957/58 | RC Lens    | Francja | Division 1 | 32    | 10     |
| 1958/59 | RC Lens    | Francja | Division 1 | 32    | 4      |
| 1959/60 | RC Lens    | Francja | Division 1 | 21    | 3      |
| 1960/61 | RC Lens    | Francja | Division 1 | 37    | 9      |
| 1961/62 | Angers SCO | Francja | Division 1 | 38    | 15     |
| 1962/63 | Angers SCO | Francja | Division 1 | 36    | 10     |
| 1963/64 | Angers SCO | Francja | Division 1 | 32    | 10     |
| 1964/65 | Angers SCO | Francja | Division 1 | 34    | 10     |
| 1965/66 | Angers SCO | Francja | Division 1 | 29    | 11     |
| 1966/67 | Angers SCO | Francja | Division 1 | 36    | 6      |
| 1967/68 | Angers SCO | Francja | Division 1 | 31    | 2      |
| 1968/69 | Angers SCO | Francja | Division 2 | 34    | 1      |

## Kariera reprezentacyjna
W reprezentacji Francji Stievenard zadebiutował 6 lipca 1960 roku w przegranym 4:5 meczu Mistrzostw Europy 1960 z Jugosławią. Na tych mistrzostwach, na których Francja zajęła 4. miejsce, zagrał także w spotkaniu z Czechosłowacją (0:2). Oba mecze na Euro 60 były jedynymi dla Stievenarda w kadrze narodowej.
| Mecze i gole w reprezentacji | Mecze i gole w reprezentacji | Mecze i gole w reprezentacji | Mecze i gole w reprezentacji | Mecze i gole w reprezentacji | Mecze i gole w reprezentacji | Mecze i gole w reprezentacji |
| #                            | Data                         | Stadion                      | Rywal                        | Wynik                        | Gol                          | Rozgrywki                    |
| 1960                         | 1960                         | 1960                         | 1960                         | 1960                         | 1960                         | 1960                         |
| ---------------------------- | ---------------------------- | ---------------------------- | ---------------------------- | ---------------------------- | ---------------------------- | ---------------------------- |
| 1.                           | 06.07.1960                   | Paryż, Francja               | Jugosławia                   | 4:5                          | 0                            | ME 1960                      |
| 2.                           | 09.07.1960                   | Marsylia, Francja            | Czechosłowacja               | 0:2                          | 0                            | ME 1960                      |